# O Código Bill Gates
"O código Bill Gates" (en: Inside Bill's Brain: Decoding Bill Gates) é uma minissérie estadunidense dirigida e criada por Davis Guggenheim para o serviço de streaming Netflix.

## Enredo
A série original da Netflix, trata de uma série de entrevistas e imagens de arquivos com Bill Gates e Melinda Gates, sobre a criação da Microsoft, os percalços vividos pelo casal frente a vida pessoal e profissional e a filantropia da Fundação Bill e Melinda Gates.

## Elenco
Compõem o elenco da série:
- Bill Gattes
- Melinda Gates

## Lançamento
A minissérie documental foi lançada pela Netflix no dia 20 de setembro de 2019.

## Recepção da crítica
Para Ronaldo Lemos, do jornal Folha de S.Paulo, "a série, no entanto, é frustrante para quem busca entender a complexidade dessa importante figura do mundo contemporâneo. Apesar de revelar vários aspectos da intimidade de Gates, o foco é muito mais celebrar seu trabalho filantrópico do que propriamente traçar sua biografia." 
Para Filipi Vilicic, da revista Veja, "a série falha ao só paparicar Bill Gates".